# Miss Europe 1967

Das Palais de la Mediterranée in Nizza, Ort der Veranstaltung

Der Wettbewerb um die Miss Europe 1967 war der neunzehnte, den die Mondial Events Organisation (MEO) durchführte. Sie war von den Franzosen Roger Zeiler und Claude Berr ins Leben gerufen worden, hatte ihren Sitz in Paris und organisierte den Wettbewerb bis 2002.
Die Kandidatinnen waren in ihren Herkunftsländern von nationalen Organisationskomitees ausgewählt worden, die mit der MEO Lizenzverträge abgeschlossen hatten.
Die Veranstaltung fand am 3. Juni 1967 im südfranzösischen Nizza statt. Es gab 20 Bewerberinnen.
| Land                    | Schreibweise bei Pageantopolis    | Schreibweise in der Heimatsprache | Teilnahme an weiteren Wettbewerben                                              |
| ----------------------- | --------------------------------- | --------------------------------- | ------------------------------------------------------------------------------- |
| Platzierungen           |                                   |                                   |                                                                                 |
| 1. Spanien              | Paquita Torres Pérez              |                                   | Miss Universe 1966: Semifinale                                                  |
| 2. Holland              | Irene van Campenhout              | Irene van Campenhout              | Miss Universe 1967: Semifinale                                                  |
| 3. Italien              | Daniela Giordano                  |                                   |                                                                                 |
| 4. Schweden             | Annika Hemminge                   |                                   | Miss International 1968: Platz 3                                                |
| 5. Türkei               | Yelda Gurani                      | Yelda Gürani Saner                | Miss Universe 1967                                                              |
| 6. Griechenland         | Toula Galani                      | Τούλα Γαλάνη (Toula Galani)       |                                                                                 |
| Weitere Teilnehmerinnen |                                   |                                   |                                                                                 |
| Belgien                 | Mauricette Sironval               | Mauricette Sironval               | Miss Universe 1967, Miss World 1967                                             |
| Dänemark                | Margrethe („Gitte“) Rhein-Knudsen |                                   | Miss Universe 1967: Semifinale, Miss Scandinavia 1968: Platz 5                  |
| BR Deutschland          | Brigitte Boy                      | Brigitte Boy                      |                                                                                 |
| England                 | Jennifer Lynn Lewis               | Jennifer Lynn Lewis               | Miss Universe 1967: Platz 3, Miss World 1967: Platz 5 (als Miss United Kingdom) |
| Finnland                | Ritva Helena Lehto                | Ritva Lehto                       | Miss Universe 1967: Platz 4, Miss Scandinavia 1968: Platz 3                     |
| Frankreich              | Anne Vernier                      | Anne Vernier                      | Miss Universe 1967                                                              |
| Irland                  | Gemma McNabb                      | Gemma McNabb                      | Miss World 1967                                                                 |
| Island                  | Gudrun Petursdóttir               | Guðrún Pétursdóttir               | Miss Universe 1967, Miss Scandinavia 1968                                       |
| Jugoslawien             | Slavenka Veselinovic              | Slavenka Veselinović              | Miss International 1967: Semifinale                                             |
| Luxemburg               | Marie-Josée Mathgen               | Marie-Josée Mathgen               | Miss Universe 1967, Miss World 1967                                             |
| Malta                   | Patricia Best                     |                                   |                                                                                 |
| Norwegen                | Gro Goksor                        | Gro Goksør                        | Miss Universe 1967, Miss Scandinavia 1968: Platz 2                              |
| Österreich              | Brigitte Hejda                    |                                   |                                                                                 |
| Schweiz                 | Anita Niderost                    |                                   |                                                                                 |